# Moqaddam
Moqaddam (persiska: مُقَدَّم, مقدم) är en ort i Iran.   Den ligger i provinsen Västazarbaijan, i den nordvästra delen av landet, 600 km väster om huvudstaden Teheran. Moqaddam ligger 1 283 meter över havet och antalet invånare är 349.
Terrängen runt Moqaddam är huvudsakligen platt, men västerut är den kuperad. Terrängen runt Moqaddam sluttar österut.Runt Moqaddam är det ganska tätbefolkat, med 185 invånare per kvadratkilometer. Närmaste större samhälle är Urmia, 15,5 km nordväst om Moqaddam. Trakten runt Moqaddam består till största delen av jordbruksmark.